# 維沙卡帕特南化學工廠事故
維沙卡帕特南化學工廠事故是發生於印度安得拉邦維沙卡帕特南市郊的工業事故。2020年5月7日早晨，LG高分子工廠的苯乙烯氣體從儲槽開始外洩，使得方圓三公里地區及村莊受到汙染，造成至少13人喪生，超過千人身體不適。
根據初步調查，苯乙烯是這場事故的起因。

## 背景
該地化工廠最早建於1961年，前身为印度斯坦高分子公司，是製造聚苯乙烯及高分子產品的工廠。1978年，邁道爾公司（McDowell & Co）接手經營。1997年，LG化學合併公司並將其改名為LG高分子印度分公司。

## 事故
2020年5月7日，因应对2019冠状病毒病疫情而封锁的工厂重新开放。工厂储存罐装有2,000公噸（2,000長噸；2,200短噸）苯乙烯，在工厂关门期间无人看管。苯乙烯单体需在20—22 °C（68—72 °F）的环境下储存，否则会快速挥发。据称工厂的计算机冷却系统出错，致使温度上升到超出安全限制20度，蒸气压升高。凌晨2点30分到3点维修活动进行时，气体从工厂泄露，飘散到邻近的村庄。
到了5月7日，烟雾已扩散到半径3（1.9英里）范围内，其中R·R·維沙卡帕特南、帕德普兰、BC克隆尼、戈帕拉帕特南和甘帕拉贝姆五个村庄受灾最严重。数百名民众因呼吸困难、眼部有烧灼感而赶往医院，也有人失去意识昏倒在地上。根据最初的估计，至少有11人死亡，20到25人伤势严重。翌日，死亡人数升至13人。据报逾千人暴露在气体中。
同样在当天的晚些时候，警方疏散了事发地2公里半径范围内的地区。然而警方后来表示撤离行动为演习，第二次泄露的情况不存在。

## 救援
工厂5（3.1英里）半径范围内的村庄有大约200到250户家庭撤离。约300人被送往医院。安德拉邦首长Y·S·贾根穆罕·雷迪宣布向受害者家属补助0.1亿卢比 (15.53万美元)特惠金。他之后又宣布向接受初期治疗的伤者补助25,000 (US$ 388.25)，向长期治疗伤者补助1 万卢比 (1,600美元)，向需要呼吸机维持生命的伤者补助1百萬卢比 (15,530美元)。
安德拉邦政府向事发工厂空投了500（1,100英磅）抗氧化剂对叔丁基邻苯二酚。印度中央政府从浦那调遣了国家灾难响应部队的化学、生物、放射和核能小队。

## 调查
初步调查结果显示，事故由气体阀门故障引发。自2020年3月工厂关门以来，厂内的两个化学储存罐一直无人看管，而发生泄露的就是其中一个。储罐制冷单元出现故障，造成温度升高，液体化学药品蒸发。外泄的气体据称是蒸发的苯乙烯。然而，专家认为还有其他化学品泄露，因为单体受化学性质所限，不可能扩散到4或5（2.5或3.1英里）。

### 法律行动
地方警方递交了一份针对LG化工的初步调查报告，列明可依照《印度刑法典》第278条（令空气影响健康）、第284条（有关有毒物质的疏忽行为）、第285条（关于火或可燃物的疏忽行为）、第337条（因危害他人生命或人身安全的行为导致伤害）、第338条（因危及生命的行为造成严重伤害）、第304条（因任何轻率的行为或疏忽大意而导致死亡，但不构成可判刑的凶杀）而发出指控。

#### 国家绿色法庭
国家绿色法庭接到一份请愿书，要求由高级委员会调查事件。绿色法庭主席阿达什·库玛·戈尔成立委员会，计划于5月8日审理案件。
5月8日，委员会命令LG化工印度公司向维沙卡帕特南地方行政长官存入一笔5亿卢比 (776.5万美元)的初始款项，减轻事故造成的财产损失。委员会通知安得拉邦污染控制委员会、中央污染控制委员会和联邦的环境，森林与气候变化部，寻求各个委员会和政府部门的回应。同时还成立了五人实况调查委员会，调查事件并将报告提交给委员会。委员会工作由前安得拉邦高级法庭法官B·塞莎莎亚娜·雷迪（B. Seshasayana Reddy）监督。

#### 人权委员会
事发同一天，印度国家人权委员会向安德拉邦政府和中央政府发出告示，认为事故严重违反了印度宪法的生命权。委员会要求进一步提供有关救援行动、医疗和康复的详细报告。同时要求联邦企业事务部调查任何可能违反工作场所健康与安全法的行为。两份报告预计将在四个星期内提交。